# Arthur's Pass
Arthur's Pass est une localité située au cœur des Alpes du Sud, dans le district de Selwyn, en Nouvelle-Zélande.

## Géographie
La localité est située environ 5 kilomètres au sud du col de montagne auquel elle doit son nom. Son altitude est de 740 mètres. Elle est entourée d'une forêt d'hêtre noir. La rivière Bealey la traverse.
Le village est traversé par l'autoroute 73/SH 73 (en). Cette route est un lien direct avec Christchurch, situé à 153 kilomètres soit environ 2 heures de route.
La gare d'Arthur's Pass est l'un des arrêts de la ligne Midland.

## Histoire

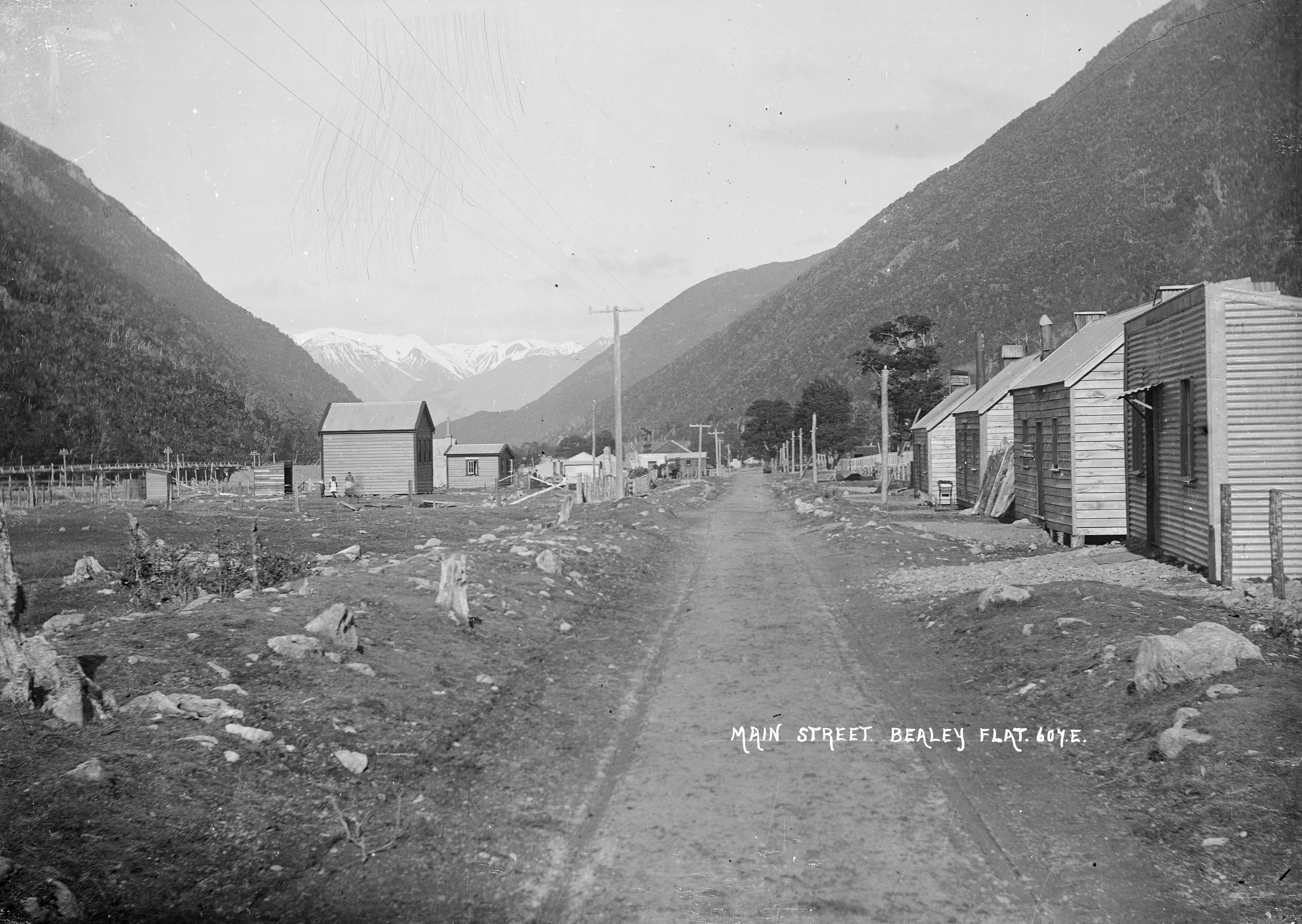
En 1910

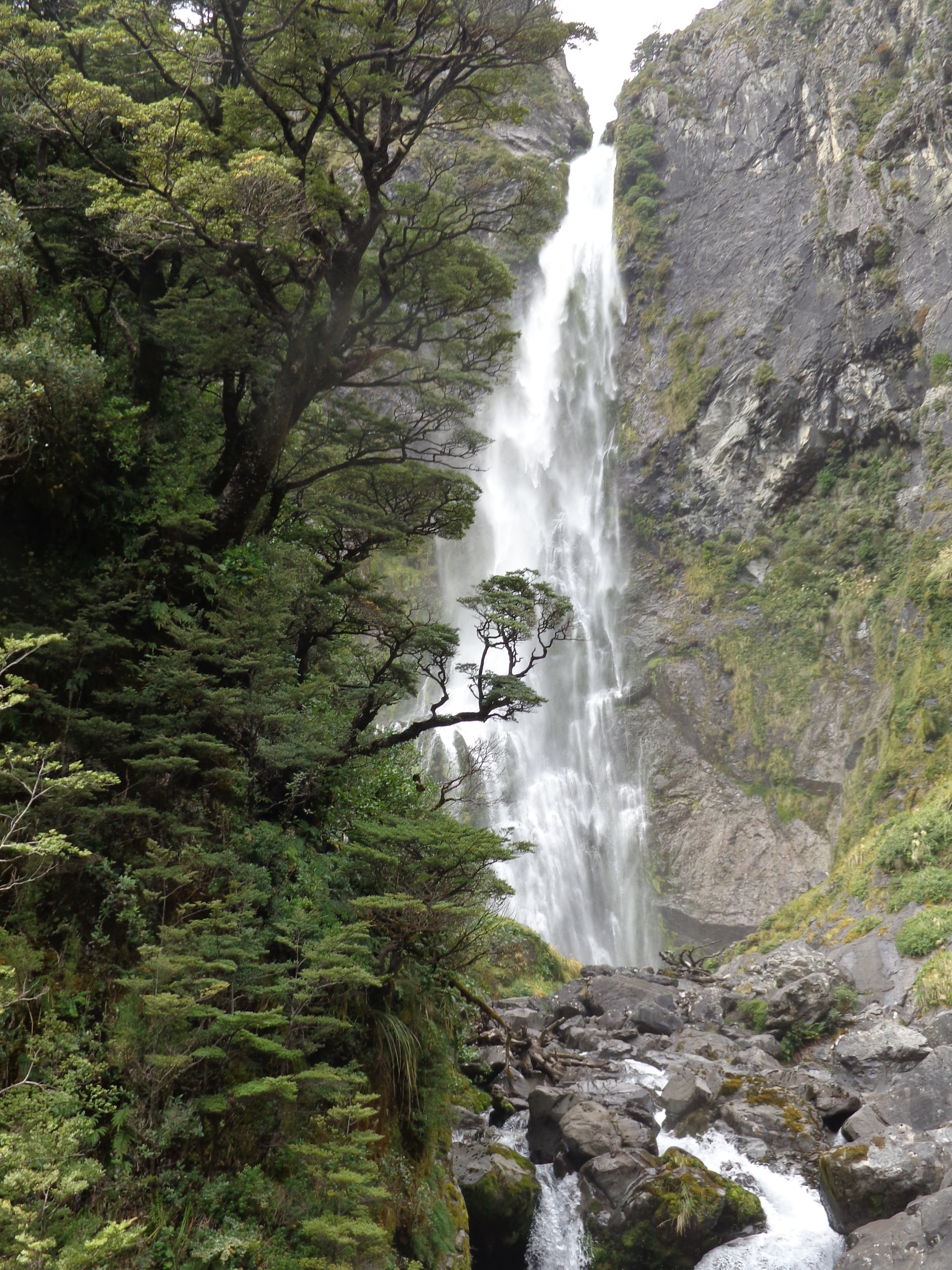
La chute Devil's Punchbowl

### Découverte
Arthur's Pass (littéralement : le passage ou le col d'Arthur) est nommé en l'honneur de son découvreur, Arthur Dudley Dobson (en). Sa mission initiale, confiée par l'arpenteur en chef de la province du Canterbury, Thomas Cass, était de savoir s'il existait un passage en dehors du fleuve Waimakariri afin d'accéder aux vallées de la côte ouest de l'île du Sud. En 1864, le frère d'Arthur, Edward Henry Dobson, se joint à lui dans l'exploration de la vallée de la rivière Otira. Arthur nomma « Camping Flat » la localité qui portera plus tard son nom.
Durant la ruée vers l'or en Nouvelle-Zélande, un comité d'hommes d'affaires offre une récompense de 200£ à quiconque trouvera le meilleur passage à travers les Alpes du Sud entre les provinces de Canterbury et de la West Coast. Au même moment, George Dobson (autre membre de la fratrie), est envoyé pour examiner tous les passages possibles dans les bassins des fleuves Taramakau, Waimakariri et Hurunui. Après examen, le col exploré par Arthur est de loin le plus adapté pour une traversée directe.

### Construction du tunnel Otira
Le village naît de la construction du tunnel Otira, un projet considérable qui débute le 14 janvier 1908 et qui s'achèvera par son ouverture le 4 août 1923. Le chemin de fer en provenance de Christchurch atteint Arthur's Pass (alors nommé Bealey Flat) en 1914. L'accès à ce lieu isolé permet la création du parc national d'Arthur's Pass est ouvert au public en 1929.

## Attraits
On peut y rencontrer le malicieux kéa, une espèce de perroquet montagnard.
- La chute Devil's Punchbowl
- Centre de ski de Temple Basin (en), en hiver
- Sentiers du parc national d'Arthur's Pass sont situés à proximité : Bealey Valley et Avalanche Peak (en)